# 第20山岳軍 (ドイツ軍)
第20山岳軍（独20. Gebirgs-Armee）は第二次世界大戦時のドイツ軍の部隊である。

## 歴史
第20山岳軍は第二次世界大戦中、ラップラント軍として編成され、ノルウェー、フィンランドのドイツ本国北方のドイツ国防軍部隊を管理する軍本部として機能した。
1942年1月、ラップラント軍は編成され、1942年6月、第20山岳軍に再編成された。
1944年12月18日、同じくスカンジナビア半島を担当していたドイツ第21軍を吸収した。

## 司令官
| 着任           | 離任          | 階級（当時） | 氏名                     |
| -------------- | ------------- | ------------ | ------------------------ |
| 1942年1月15日  | 1944年6月23日 | 上級大将     | エデュアルト・ディートル |
| 1944年6月 25日 | 1945年1月7日  | 上級大将     | ロタール・レンデュリック |
| 1945年1月8日   | 1945年5月7日  | 山岳兵大将   | フランツ・ベーメ         |

## 文献
- "Armee Lappland / 20. Gebirgs-Armee". German language article at www.lexikon-der-wehrmacht.de. Retrieved April 12, 2005.